# Sint-Pieterskerk (Zemst)
De Sint-Pieterskerk (soms ook Sint-Petruskerk) is een kerkgebouw in Zemst in de Belgische provincie Vlaams-Brabant. De kerk staat in de blok van de Kerkstraat, De Griet en de Stationslaan; ze staat trouwens ook vlak naast het gemeentehuis van Zemst. Het Releghemwandelpad vertrekt aan de Sint-Pieterskerk.

## Vorm
De vorige kerk was een driebeukig gebouw met kruisbeuk, koor en een ingebouwde westertoren; deze kerk werd weliswaar totaal verwoest tijden de Eerste Wereldoorlog. De nieuwe kerk werd gebouwd in de modern-classicistische stijl, deze is ook driebeukig met kruisbeuk en heeft een westertoren boven de zijbeuk. Er werd zo veel mogelijk met materiaal van de vorige kerk gewerkt, en men maakte het zodat het nieuwe kerkgebouw toch een beetje deed terug denken aan de vorige. 

## Geschiedenis
De eerste bekende pastoor van Zemst was Jan Van De Poel, en dit vanaf 1510. De kerk heeft er een hele tijd anders uitgezien. De huidige kerk werd gebouwd van 1927 tot 1929 door de architect Alfred Minner; de vorige tussen 1801 en 1900, maar werd in de Eerste Wereldoorlog verwoest. Toen er dringende herstellingen nodig waren aan de vorige kerk in 1914 werd er onder de vloer een grote hoeveelheid aan Gallo-Romeinse vondsten gedaan, vooral aardewerk. Er was weliswaar grote druk om het werk klaar te krijgen en daarom legden ze de nieuwe vloer er gewoon opnieuw overheen.